# Kana Asumi
Kana Asumi  (阿澄佳奈?, Asumi Kana), nata come Kana Harada (原田 佳奈?, Harada Kana) (Prefettura di Fukuoka, 12 agosto 1983) è una doppiatrice e cantante giapponese.
Sino al 2007 ha lavorato per Voice & Heart, attualmente, dal 2008, lavora per 81 Produce. Ha vinto il Best Lead Actress Award nel settimo Seiyu Awards.

## Doppiaggio

### Anime
2005
- Canvas 2 ~Niji iro no sketch~ - membro del coro (ep. 21), cameriera (ep. 3)

2006
- Tekkonkinkreet - Soli contro tutti - Takaramachi

2007
- Hidamari Sketch - Yuno, sigla iniziale
- Sfondamento dei cieli Gurren Lagann - Kiyal
- Shinkyoku Sōkai Polyphonica - Poliziotta Kusunome (ep. 11)
- Il nostro gioco - Kana Ushiro
- Shugo Chara! - Ran (Doppiata in italiano da Debora Magnaghi)
- Prism Ark - Bridget

2008
- Persona -trinity soul- - Megumi Kayano
- ARIA - Anzu (ep. 4)
- Sekirei - Yukari Sahashi
- Rosario + Vampire Capu2 - Sumae Mizuno
- Rune Factory Frontier - Anette
- Toradora! - Sakura Kanō
- Hell Girl - Shina Tamayo
- Shugo Chara!! Doki— - Ran (Doppiata in italiano da Debora Magnaghi)
- Kyo no Go no ni - Natsumi Hirakawa
- Hidamari sketch x365 - Yuno

2009
- Hayate no gotoku! - Fumi Hibino, Shiranui
- Kämpfer - Mikoto Kondou
- Umi Monogatari ~Anata ga ite kureta koto~ - Marin
- A Certain Magical Index - Hyoka Kazakiri
- Shugo Chara Party! - Ran (Doppiata in italiano da Debora Magnaghi)

2010
- Hidamari sketch Hoshimittsu - Yuno
- Tales of Phantasia: Narikiri Dungeon X - Mel
- Angel Beats! - Irie
- Working!!  - Popura Taneshima
- Maid-sama! - Honoka
- Amagami SS  - Miya Tachibana
- Black Rock Shooter  - Yuu/STRength
- MM! - Shizuka Sado
- Tamayura - Kaoru Hanawa
- Haiyoru! Nyaruani - Nyaruko[2]
- Haiyoru! Nyaruani: Remember my Mr. Lovecraft - Nyaruko[2]
- The World God Only Knows - Chihiro Kosaka
- I signori dei mostri - Saori Maki

2011
- Astarotte no Omocha - Dora
- C³ - Kana Miyama
- Dog Days' - Yukikaze Panetone
- Hidamari Sketch x SP - Yuno
- Kämpfer fur die Liebe - Mikoto Kondou
- Mayo Chiki! - Nakuru Narumi
- Pretty Rhythm: Aurora Dream - Aira Harune (Doppiata in italiano da Debora Magnaghi)
- Tamayura: hitotose - Kaoru Hanawa
- The World God Only Knows II - Chihiro Kosaka
- A Certain Magical Index II - Hyoka Kazakiri
- Working'!! - Popura Taneshima

2012
- Amagami SS+ plus - Miya Tachibana
- Ano natsu de matteru - Mio Kitahara
- Black Rock Shooter - Yū Kōtari, Strength
- Busō Shinki Moon Angel - Arnval Mk.2/Kaguya/01
- Busō Shinki TV Anime - Arnval Mk.2/Ann
- Dog Days' - Yukikaze Panetone
- Haiyore! Nyaruko-san - Nyarlathotep/Nyaruko[2]
- Hayate no gotoku! - Fumi Hibino
- Pretty Rhythm: Dear My Future - Aira Harune
- Hidamari sketch Honeycomb - Yuno

2013
- Inu to hasami wa tsukaiyō - Madoka Harumi
- Devil Survivor 2: The Animation - Airi Ban
- Haiyore! Nyaruko-san W - Nyaruko[2]
- Sasami-san@Ganbaranai - Sasami Tsukuyomi[3]
- Yama no Susume - Hinata
- Hayate no Gotoku! Cuties - Fumi Hibino
- Suisei no Gargantia - Melty
- Boku no imōto wa "Ōsaka-okan" - Namika Ishihara
- Hyperdimension Neptunia: The Animation - White Heart/Blanc
- The World God Only Knows: Goddess Saga - Chihiro Kosaka
- Gekijōban Mahō shōjo Madoka Magica - Shinpen - Hangyaku no monogatari - Nagisa Momoe
- Hidamari sketch: Sae & Hiro's Graduation Arc - Yuno
- Jigoku yōchien - Sakyuba-chan

2014
- Mekaku City Actors - Ene/Takane Enomoto

2018
- A Place Further Than the Universe - Nobue Todoroki

- Senran Kagura Shinovi Master - Fubuki

2019
- That Time I Got Reincarnated as a Slime - Trya

2024
- Le mie adorate maghette - Vatz

### Drama CD
- My Little Monster - Yū Miyama

### Videogiochi
- Arknights - Snowsant
- Atelier Yumia: The Alchemist of Memories & the Envisioned Land - Flammi, Irene
- Azur Lane - PLAN An Shan, PLAN Fu Shun, HDN White Heart, Fubuki
- Blue Archive - Izuna Kuda
- Busou Shinki Battle Masters - Arnval Mk.2
- Catherine: Full Body - Voce DLC per Catherine
- Conception - Lilith/Lillie
- Dragon Nest - Archer
- Etrian Odyssey Untold: The Millennium Girl - Tlachtga
- Fire Emblem: Awakening - Lissa
- Fire Emblem Heroes - Lissa, Boyd (giovane)
- God Eater - Erina der Vogelweid
- Guilty Crown: Lost Xmas - Carol
- Hakuisei ren'ai shōkōgun - Kaori Sawai
- Hyperdimension Neptunia (PS3) - Blanc/White Heart
- Hyperdimension Neptunia Mk2 - Blanc/White Heart
- Hyperdimension Neptunia Victory - Blanc/White Heart
- Island - Rinne Ohara
- Keroro RPG: Kishi to Musha to Densetsu no Kaizoku - Alea
- Marvel vs. Capcom 3: Fate of Two Worlds - Felicia
- Mahō shōjo lyrical Nanoha A's Portable: The Gears of Destiny - Yuri Eberwein, Isis Egret
- Monster Hunter Rise - Yomogi
- Neptunia x Senran Kagura: Ninja Wars - Blanc/White Heart
- Neptunia Riders VS Dogoos - Blanc/White Heart
- Otomedius Excellent - Arnval, Ruby
- Phantasy Star Online 2 - Patty
- Project X Zone 2 - Felicia
- Ren'ai Killometer Portable - Moe Osawa
- Rune Factory: Frontier - Anette
- Seven Pirates - Jewel
- Shin Megami Tensei: Devil Survivor 2 - Record Breaker - Airi Ban
- Shinobi Master Senran Kagura: New Link - Fubuki
- Solatorobo: Red the Hunter - Chocolat Gelato
- Summon Night 5 - Spinel
- Teppen - Felicia
- Ultimate Marvel vs. Capcom 3 - Felicia
- Ys X: Nordics - Mirabel Asarad